# Eremopterix
Eremopterix és un gènere d'ocells de la família dels alàudids (Alaudidae ).

## Descripció
Aquest ocellets d'aspecte gruixut i cues curtes, fan uns 13 cm de llargària. El bec és cònic, similar al dels pinsans. Presenten dimorfisme sexual, essent els mascles de color vermellós, marró o gris-marró per sobre i presentant colors negrosos per sota. La major part tenen taques blanques o negres al cap. Les femelles són més pàl·lides, amb taques de color marró.

## Hàbitat i distribució
En general habiten zones àrides, amb vegetació dispersa, praderies, estepes i deserts de l'Àfrica Subsahariana, Illes de Cap Verd i Àsia meridional, des d'Aràbia fins a l'Índia i Sri Lanka.

## Taxonomia
Segons la Classificació del Congrés Ornitològic Internacional (versió 13.1, 2023) aquest gènere està format per 8 espècies:
- Eremopterix australis - terrerola d'orelles negres.
- Eremopterix hova - terrerola de Madagascar.
- Eremopterix nigriceps - terrerola frontblanca.
- Eremopterix leucotis - terrerola galtablanca.
- Eremopterix griseus - terrerola de capell gris.
- Eremopterix signatus - terrerola d'Oustalet.
- Eremopterix verticalis - terrerola dorsigrisa.
- Eremopterix leucopareia - terrerola de Fischer.